# Hayti (Dakota del Sud)
Hayti (pronuncia "HAY-tie") è un comune (town) degli Stati Uniti d'America e capoluogo della contea di Hamlin nello Stato del Dakota del Sud. La popolazione era di 381 abitanti al censimento del 2010. Fa parte dell'area micropolitana di Watertown.
Secondo la tradizione, il nome deriva dalla pratica di legare i fasci di fieno da bruciare sulla prateria, da cui il nome Hay-tie.

## Geografia fisica
Hayti è situata a 44°39′27″N 97°12′16″W (44.657591, -97.204391).
Secondo lo United States Census Bureau, la città ha una superficie totale di 0,81 km², dei quali 0,81 km² di territorio e 0 km² di acque interne (0% del totale).

## Storia
Hayti fu pianificata nel 1907 quando la South Dakota Central Railway fu costruita attraverso l'area. La città vinse l'elezione per diventare il capoluogo della contea nel 1910, prendendo il titolo da Castlewood; tuttavia, Castlewood vinse il ricorso per rimanere il capoluogo della contea. Nel 1914, in una seconda elezione, Hayti divenne il capoluogo della contea per i suoi beni.

## Società

### Evoluzione demografica
Secondo il censimento del 2010, la popolazione era di 381 abitanti.

### Etnie e minoranze straniere
Secondo il censimento del 2010, la composizione etnica della città era formata dal 96,33% di bianchi, lo 0% di afroamericani, lo 0,79% di nativi americani, lo 0% di asiatici, lo 0% di oceanici, il 2,89% di altre razze, e lo 0% di due o più etnie. Ispanici o latinos di qualunque razza erano il 3,94% della popolazione.